# 관동중학교 (강원)
관동중학교(關東中學校)는 대한민국 강원특별자치도 강릉시 교동에 있는 공립 중학교이다.

## 학교 연혁
- 1982년 11월 29일 : 설립인가
- 1983년 3월 5일 : 1학년 입학식(604명)
- 1983년 6월 17일 : 개교식 거행
- 1985년 3월 2일 : 특수학급 신설
- 1986년 2월 15일 : 제1회 졸업식(593명)
- 2025년 1월 7일 : 제40회 졸업식(194명) 졸업생누계 14,823명
- 2025년 3월 1일 : 제17대 김수정 교장 부임
- 2025년 3월 4일 : 제43회 입학식(200명)

## 참고 자료
- 관동중학교 - 한국교육학술정보원 학교알리미